# La corona partida
La corona partida je španělský historický dramatický film z roku 2016, který režíroval Jordi Frades. Hlavní role ztvárnili Irene Escolar, Rodolfo Sancho a Raúl Mérida. Děj filmu se odehrává mezi seriály Isabel a Carlos, rey emperador.

## Premisa
Příběh se odehrává na počátku 16. století a zaměřuje se na události po smrti královny Isabely Kastilské a vydání její závěti. Isabelina dcera, Jana, se ocitá uprostřed politických intrik svého otce Ferdinanda a manžela Filipa, syna Maxmiliána I. Habsburského. Celý dvůr má zájem na tom, aby byla Jana prohlášena za šílenou a neschopnou vládnout.

## Obsazení
- Rodolfo Sancho jako Fernando[2]
- Irene Escolar jako Juana[2]
- Raúl Mérida jako Felipe[2]
- Eusebio Poncela jako Cardenal Cisneros[2]
- Fernando Guillén Cuervo jako Fuensalida[2]
- José Coronado jako Maximiliano de Habsburgo[2]
- Jacobo Dicenta jako Belmonte[2]
- Úrsula Corberó jako Margarita de Austria[2]
- Ramon Madaula jako Chacón[2]
- Ainhoa Santamaría jako Beatriz de Bobadilla[2]
- Jordi Díaz jako Cabrera[2]
- Silvia Alonso jako Germana de Foix[2]

## Produkce
La corona partida, debut Jordiho Fradese jako režiséra celovečerního filmu, napsal José Luis Martín. Hudbu k filmu složil Federico Jusid. Film byl produkován společnostmi Diagonal TV a R. Zinman Productions, s účastí RTVE a ve spolupráci s Elipsis Capital. Natáčení začalo v květnu 2015 a probíhalo na místech, jako je hrad Guadamur, katedrála v Burgosu, katedrála v Toledu, kostel Santa María Magdalena v Torrelaguně a palác Rincón v Madridu. Kameramanem byl Raimon Lorda a střih měl na starosti Carlos J. Sanavia.

## Premiéra
Film byl distribuován společností A Contracorriente Films a ve Španělsku měl premiéru 19. února 2016.